# Paralimnus decoloratus
Paralimnus decoloratus är en insektsart som beskrevs av Mitjaev 1999. Paralimnus decoloratus ingår i släktet Paralimnus och familjen dvärgstritar. Inga underarter finns listade i Catalogue of Life.